# Im Heustöckle
Im Heustöckle ist ein Weiler auf der Gemarkung Haisterkirch von Bad Waldsee im Landkreis Ravensburg.

## Lage
Im Heustöckle, liegt etwa 100 Meter südlich von Haisterkirch. Er befindet sich circa 450 bis 550 Meter östlich der Wendelinuskapelle und rund 450 Meter nordwestlich von Ehrensberg. Die Entfernung zur Altstadt von Bad Waldsee beträgt etwa 3,5 Kilometer in westlicher Richtung.

### Hydrologisch
Der Weiler ist Teil des Gewässereinzugsgebiets der Osterhofer Ach. Die Europäische Hauptwasserscheide verläuft etwa einen Kilometer östlich von Im Heustöckle im Tannenbühl. Der Haisterbach, der amtlich als Osterhofer Ach benannt ist, durchfließt den Weiler zwischen dem nördlichen und dem mittleren Wohnplatz. Der Guter Brunnenbach wiederum fließt zwischen dem mittleren und dem südlichen Wohnplatz.

### Naturraum
Im Heustöckle gehört zum Naturraum Riß-Aitrach-Platten (Naturraum-Nr. 41), der ein Teil der Großlandschaft Donau-Iller-Lech-Platte (Großlandschaft-Nr. 4) ist. Nur etwa 400 Meter östlich des Weilers beginnt der Naturraum Oberschwäbisches Hügelland (Naturraum-Nr. 32), welcher zur Großlandschaft Voralpines Hügel- und Moorland (Großlandschaft-Nr. 3) gehört.

## Verkehrsanbindung
Die drei Wohnplätze von Im Heustöckle liegen direkt am Gemeindeverbindungsweg, der Haisterkirch mit Ehrensberg verbindet.

### Radverkehr
Im Heustöckle selbst verfügt über keine direkte Anbindung an das Radnetz Baden-Württemberg und es gibt keine Radwege innerhalb des Weilers. Die nächsten Anschlüsse an das Freizeitradnetz Baden-Württemberg befinden sich:
- Etwa 85 Meter nördlich des nördlichen Wohnplatzes von Im Heustöckle, kurz nach dem Ortsende von Haisterkirch.
- Circa 400 Meter westlich des südlichen Wohnplatzes, erreichbar über einen Feldweg, bei der Wenndelinuskapelle.[4]

Die nächste Radweganbindung ist in Haisterkirch gegeben, von wo aus ein Radweg direkt nach Bad Waldsee führt.
Der Gemeindeverbindungsweg durch Im Heustöckle ist bei Radfahrern bekannt, da er eine beliebte Route aus dem Haistergau nach Ehrensberg und somit über den Haisterkircher Rücken ist.

### Öffentlicher Personennahverkehr
In Im Heustöckle gibt es keine reguläre Bushaltestelle für den Linienverkehr. Es besteht jedoch eine Haltestelle für den Bürgerbus Bad Waldsee, der eine lokale Anbindung bietet.
Der nächstgelegene Bahnhof ist in Bad Waldsee.